# Eciton crassicorne
Eciton crassicorne é uma espécie de formiga do gênero Eciton.